# Thomas Kristensen (Handballspieler)
Thomas Kristensen (* 2. Mai 1990 in Bærum) ist ein norwegischer Handballspieler, der beim norwegischen Erstligisten Haslum HK unter Vertrag steht.

## Karriere

### Verein
Thomas Kristensen spielte ab 2009 in der Postenligaen beim norwegischen Verein Haslum HK, mit dem er dreimal die Meisterschaft und den Pokal gewann. Nachdem er im Sommer 2014 in die spanische Liga ASOBAL zu Ademar León wechselte, schloss sich der 1,97 Meter große Rechtsaußen im August 2015 dem deutschen Bundesligisten Frisch Auf Göppingen an, bei dem er den mit einem Kreuzbandriss langfristig verletzten Marco Rentschler ersetzte. Mit Göppingen gewann er 2016 den EHF Europa Pokal. Im Sommer 2016 kehrte er zu Haslum HK zurück.

### Nationalmannschaft
Kristensen bestritt bisher 39 Länderspiele für die Norwegische Nationalmannschaft. Er gehörte zum erweiterten Kader für die Weltmeisterschaft 2015 in Katar, kam dort aber nicht zum Einsatz.